# Musée national des arts décoratifs populaires
Le Musée national des arts décoratifs populaires (ukrainien : Національний Музей українського народного декоративного мистецтва)) est un musée consacré à l'art populaire situé à Kiev, en Ukraine.

## Historique
Il se trouve proche du monastère Laure des Grottes de Kiev au 5 de la rue Lavrska.

## Collections
Le Musée national abrite  79 000 pièces du XVe siècle à nos jours. La collection met en valeur les différences régionales entre les objets du quotidien selon les régions.
.
La collection est basée sur la collecte effectuée par la Société des arts et antiquités de Kiev en 1899 comme partie du Musée municipal des arts et antiquités nouvellement fondé. En 1904 renommé musée de l'industrie de Kiev, in 1924 Le musée historique de tous les ukrainiens Taras Shevchenko.